# 1,2-diazepina
La diazepina è un composto eterociclico a sette termini, con due atomi di carbonio adiacenti sostituiti da due atomi di azoto. 